# Стотковщина
Стотковщина (бел. Стоткаўшчына) — деревня в Борисовском районе Минской области Беларуси. Входит в состав Моисеевщинского сельсовета.

## География
Деревня находится в северо-восточной части Минской области, при автодороге Н-8082, на расстоянии приблизительно 37 километров (по прямой) к северо-востоку от города Борисов, административного центра района. Абсолютная высота — 177 метров над уровнем моря. Площадь населённого пункта — 0,0789 км².

## История
Известна с XVIII века. В 1897 году входила в состав Борисовского уезда Минской губернии, насчитывалось 7 дворов и 62 жителя.
По состоянию на 1909 год, в Стотковщине имелось 10 дворов и проживало 63 человека. В административном отношении деревня входила в состав Краснолукской волости.
С 20 августа 1924 года в составе Трояновского сельсовета Борисовского района. До 17 августа 1963 года деревня входила в состав Моисеевщинского сельсовета, до 28 мая 2013 года — в состав Трояновского сельсовета.

## Население
По данным переписи 2019 года, в деревне проживало 7 человек.
| Год  | Население, человек |
| ---- | ------------------ |
| 1897 | 62                 |
| 1909 | ↗ 63               |
| 1917 | ↗ 70               |
| 1926 | ↘ 67               |
| 1960 | ↗ 93               |
| 1988 | ↘ 28               |
| 2008 | ↘ 13               |
| 2009 | ↘ 8                |
| 2019 | ↘ 7                |